# Paranannopus bahusiense
Paranannopus bahusiense är en kräftdjursart som beskrevs av Por 1964. Enligt Catalogue of Life ingår Paranannopus bahusiense i släktet Paranannopus och familjen Pseudotachidiidae, men enligt Dyntaxa är tillhörigheten istället släktet Paranannopus och familjen Danielsseniidae. Arten är reproducerande i Sverige. Inga underarter finns listade i Catalogue of Life.